# Skrill
Skrill (dawniej Moneybookers) – przedsiębiorstwo umożliwiające płatności online i transfer pieniędzy przez Internet, będących elektroniczną alternatywą dla tradycyjnych papierowych metod, takich jak czeki i polecenia zapłaty. Skrill umożliwia obsługę płatności dla stron internetowych, serwisów aukcji online i pozostałych podobnych serwisów.
W marcu 2007 Moneybookers został zakupiony przez Investcorp za 105 milionów euro. 9 marca 2009 został wystawiony na sprzedaż przez właścicieli Investcorp za ponad 400 mln euro.
Podobnie jak w przypadku innych serwisów tego typu (np. PayPal), Skrill wymaga weryfikacji identyfikacji użytkownika przed użyciem serwisu w celu minimalizacji oszustw i zapobieżeniu praniu brudnych pieniędzy. Dodatkowe etapy weryfikacji podnoszą limit transakcji do 20 000 euro lub odpowiednika w innej walucie na okres 90 dni. Skrill nie podejmuje dyskusji ze sprzedawcą, więc możliwość zwrotu funduszy z kart kredytowych jest ograniczona.
W 2011 Moneybookers powiadomił o zmianie nazwy na Skrill. Rebranding zakończony został w trzecim kwartale 2013.

## Historia
Domena moneybookers.com została utworzona 18 czerwca 2001, a serwis został uruchomiony dnia 1 kwietnia 2002 zgodnie z informacjami centrum prasowego Moneybookers.
Niemal 2 miliony użytkowników zarejestrowało się w Moneybookers w ciągu pierwszych 18 miesięcy funkcjonowania serwisu.
Od 2 września 2008 Moneybookers zadeklarował działanie we wszystkich krajach i obsługę ponad 5,5 milionów kont. W sierpniu 2013 roku Skrill Moneybookers posiadał ponad 36 milionów użytkowników.

## Obecnie
Skrill obsługuje 40 walut z całego świata i oferuje lokalne płatności w ponad 200 krajach. Skrill nie pozwala jednak użytkownikom z USA na przyjmowanie pieniędzy, a zagraniczni użytkownicy nie mogą wysyłać funduszy z użyciem kart lub kont zlokalizowanych w USA. Skrill umożliwia usługi płatności escrow (dla handlu online), bramki SMS i wysyłania faksów.
Skrill.com rezerwuje sobie prawo do blokowania dowolnego konta w dowolnym czasie w przypadku podejrzeń o naruszenie bezpieczeństwa konta, jak np. nieautoryzowany dostęp. Ponadto rezerwuje prawo do naliczania opłat na każde konto, w dowolnym czasie, gdy użytkownik złamie warunki umowy, na jakie zgodził się podczas rejestracji.

## Status bankowy
Skrill zarejestrowany jest w Wielkiej Brytanii i posiada licencję na działanie na terenie UE. Działalność Skrill jest regulowana przez Financial Services Authority Wielkiej Brytanii.